# Scruparia spiralis
Scruparia spiralis är en mossdjursart som beskrevs av Hasenbank 1932. Scruparia spiralis ingår i släktet Scruparia och familjen Scrupariidae. Inga underarter finns listade i Catalogue of Life.